# Springschacht
Een springschacht is een voorziening om een weg, brug of tunnel op te blazen om tijdens een oorlog de opmars van de vijand te stoppen of te vertragen. Springschachten zijn vooral tijdens de Koude Oorlog veel toegepast in Duitsland om de opmars van de troepen van het Warschaupact te stoppen.
De schachten worden voor zover bekend niet meer aangelegd. 
De meeste springschachten bestaan uit betonnen ringen afgesloten met een stalen/betonnen deksel zoals die ook op rioolputten toegepast worden. De diepte van de schacht is afhankelijk van de gewenste grootte van de krater en het materiaal waar de put in ligt (bijvoorbeeld rots of zand). De hoeveelheid benodigde springstof is weer afhankelijk van de diepte van de schacht en het omliggende materiaal.
De krater moest het passeren van pantservoertuigen verhinderen maar bij voorkeur andere infrastructuur zoals riool of elektriciteitskabels niet beschadigen.
De locatie van de springschachten was ingemeten zodat artillerie de locatie ook op afstand exact onder vuur kon nemen.